# Mario Gaspar
Mario Gaspar Pérez Martínez (* 24. listopadu 1990 Novelda) je španělský profesionální fotbalista, který hraje na pozici pravého obránce za španělský klub Villarreal CF, jehož je kapitánem. Mezi lety 2015 a 2016 odehrál také 3 zápasy v dresu španělské reprezentace, ve kterých se dvakrát střelecky prosadil.

## Klubová kariéra
Odchovanec Villarreal CF. V A-týmu debutoval v sezóně 2008/09, kdy nastoupil k jednomu soutěžnímu zápasu v La Lize.

## Reprezentační kariéra
V A-mužstvu Španělska debutoval pod trenérem Vicentem del Bosque 12. 10. 2015 na Národním sportovním komplexu Olympijskyj v Kyjevě v kvalifikačním utkání na EURO 2016 proti týmu Ukrajiny. Při své premiéře vstřelil vítězný gól na konečných 1:0 pro hosty. Španělé si zajistili účast na Mistrovství Evropy ve fotbale 2016 ve Francii již před tímto zápasem.